# آرثر شاندلير
آرثر شاندلير (بالإنجليزية: Arthur Chandler)‏ (و. 1895 – 1984 م) هو لاعب كرة قدم، من المملكة المتحدة، ولد في بادنغتون، يلعب كمهاجم، توفي في لستر، عن عمر يناهز 89 عاماً.